# Gajwel
Gajwel es una ciudad censal situada en el distrito de Siddipet en el estado de Telangana (India). Su población es de 24961 habitantes (2011). 

## Demografía
Según el censo de 2011 la población de Gajwel era de 24961 habitantes, de los cuales 12497 eran hombres y 12464 eran mujeres. Annaram tiene una tasa media de alfabetización del 76,37%, superior a la media estatal del 67,02%: la alfabetización masculina es del 85,06%, y la alfabetización femenina del 67,72%.